# Landolphia gummifera
Landolphia gummifera là một loài thực vật có hoa trong họ La bố ma. Loài này được (Lam.) K.Schum. mô tả khoa học đầu tiên năm 1892.